# Championnat d'Andorre de football 1999-2000
Navigation
Saison précédente Saison suivante
La saison 1999-2000 de Divisió 1A est la cinquième édition de la première division andorrane.
Lors de celle-ci, le CE Principat a tenté de conserver son titre de champion d'Andorre face aux sept meilleurs clubs andorrans lors d'une série de matchs se déroulant sur toute l'année.
Les huit clubs participants au championnat ont été confrontés à deux reprises aux sept autres pour l'attribution du titre.
C'est le Constelacio Esportiva qui a été sacré champion d'Andorre pour la première fois de son histoire.
Une seule place du championnat était qualificative pour les compétitions européennes.

## Qualifications en coupe d'Europe
À l'issue de la saison, le champion s'est qualifié pour le tour de qualification de la Coupe UEFA 2000-2001.

## Les 8 clubs participants
| Club                     | Ville               |
| ------------------------ | ------------------- |
| CE Benito                | Sant Julià de Lòria |
| Constelacio Esportiva    | Andorre-la-Vieille  |
| FC Encamp                | Encamp              |
| Sporting Club d'Escaldes | Escaldes-Engordany  |
| Inter Club d'Escaldes    | Escaldes-Engordany  |
| CE Principat             | Andorre-la-Vieille  |
| FC Santa Coloma          | Andorre-la-Vieille  |
| UE Sant Julià            | Sant Julià de Lòria |

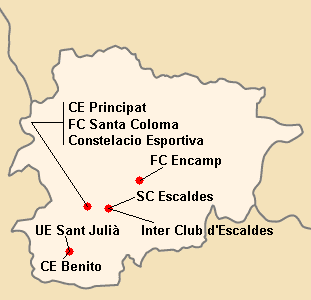
Localisation des clubs engagés dans le championnat.

En raison du peu de nombre de stades se trouvant sur le territoire d'Andorre, les matchs sont joués exclusivement à l'Estadi Nacional d'Aixovall d'une capacité de 1 500 places.

## Compétition

### Classement
Le classement est établi sur le barème de points classique (victoire à 3 points, match nul à 1, défaite à 0).
Pour départager les égalités, on tient d'abord compte de la différence de buts générale, puis du nombre de buts marqués, puis des confrontations directes et enfin si la qualification ou la relégation est en jeu, les deux équipes jouent une rencontre d'appui sur terrain neutre.
| Rang | Équipe                   | Pts | J  | G  | N | P  | Bp | Bc | Diff |
| ---- | ------------------------ | --- | -- | -- | - | -- | -- | -- | ---- |
| 1    | Constelacio Esportiva C  | 36  | 12 | 12 | 0 | 0  | 70 | 6  | +64  |
| 2    | FC Santa Coloma          | 28  | 12 | 9  | 1 | 2  | 34 | 10 | +24  |
| 3    | Inter Club d'Escaldes    | 20  | 12 | 6  | 2 | 4  | 24 | 25 | -1   |
| 4    | FC Encamp                | 17  | 12 | 5  | 2 | 5  | 33 | 28 | +5   |
| 5    | UE Sant Julià            | 10  | 12 | 3  | 1 | 8  | 23 | 36 | -13  |
| 6    | CE Principat T           | 6   | 12 | 2  | 0 | 10 | 16 | 41 | -25  |
| 7    | Sporting Club d'Escaldes | 5   | 12 | 1  | 2 | 9  | 12 | 66 | -54  |
| 8    | CE Benito                | 0   | 0  | 0  | 0 | 0  | 0  | 0  | 0    |

| Légende : Qualifications et relégations | Légende : Qualifications et relégations                                                           |
| --------------------------------------- | ------------------------------------------------------------------------------------------------- |
|                                         | Coupe UEFA 2000-2001 (Tour de qualification)                                                      |
|                                         | Relégation en Segona Divisió                                                                      |
|                                         | T : Tenant du titre 1998-1999 P : Promu en 1998-1999 C : Vainqueur de la Coupe de la Constitution |

### Matchs
| Résultats (▼dom., ►ext.)                                   | Ben | Con | Enc  | Esc  | Int | Pri | FCSC | UESJ |
| CE Benito                                                  |     | -   | -    | -    | -   | -   | -    | -    |
| Constelacio Esportiva                                      | -   |     | 10-0 | 11-0 | 2-0 | 6-2 | 2-1  | 5-0  |
| FC Encamp                                                  | -   | 1-2 |      | 5-3  | 1-2 | 7-2 | 1-3  | 2-2  |
| Sporting Club d'Escaldes                                   | -   | 1-9 | 1-7  |      | 0-0 | 0-7 | 2-2  | 3-2  |
| Inter Club d'Escaldes                                      | -   | 1-8 | 1-1  | 5-1  |     | 3-1 | 0-6  | 2-1  |
| CE Principat                                               | -   | 0-5 | 0-4  | 1-0  | 0-5 |     | 0-3  | 2-3  |
| FC Santa Coloma                                            | -   | 0-2 | 2-0  | 6-1  | 2-0 | 4-1 |      | 3-1  |
| UE Sant Julià                                              | -   | 0-8 | 0-4  | 11-0 | 2-5 | 1-0 | 0-2  |      |
| - Victoire à domicile - Match nul - Victoire à l'extérieur |     |     |      |      |     |     |      |      |

## Bilan de la saison
| Tableau d'Honneur        |                       |
| Compétition              | Vainqueur             |
| Divisió 1A               | Constelacio Esportiva |
| Coupe de la Constitution | Constelacio Esportiva |

| Qualifications européennes 2000-2001 |                       |
| Coupe UEFA                           | Qualifiés             |
| Tour de qualification                | Constelacio Esportiva |

| Promotions et relégations  |                                    |
| Relégués en Segona Divisió | Sporting Club d'Escaldes CE Benito |
| Promus de Segona Divisió   | FC Lusitanos Deportivo La Massana  |